# Jocelyn Lovell
Jocelyn Bjorn Lovell (nascido em 19 de julho de 1950) é um ex-ciclista canadense que participava em competições de ciclismo de estrada e pista. Ele representou o Canadá em três Jogos Olímpicos consecutivos, começando em 1968.